# John Bartha
Pour les articles homonymes, voir Bartha.
John Bartha est un acteur hongrois né le 6 février 1915 à Csíkszereda et mort en 7 mars 1991.

## Biographie
Installé en Italie, il y mène une carrière d'acteur de seconds rôles, apparaissant notamment dans de nombreux westerns spaghetti.

## Filmographie sélective
- 1966 : L'Homme qui rit de Sergio Corbucci
- 1966 : Arizona Colt (Il pistolero di Arizona) de Michele Lupo
- 1966 : Ringo au pistolet d'or (Johnny Oro) de Sergio Corbucci
- 1966 : Le Bon, la Brute et le Truand de Sergio Leone
- 1967 : Quand les vautours attaquent (Il tempo degli avvoltoi) de Nando Cicero : shérif
- 1968 : Django porte sa croix d'Enzo G. Castellari
- 1968 : Tuez-les tous... et revenez seul ! de Enzo G. Castellari
- 1968 : La pecora nera de Luciano Salce
- 1968 : Ringo ne devait pas mourir (I lunghi giorni dell'odio) de Gianfranco Baldanello : le shériff
- 1968 : Opération fric (Sette volte sette) de Michele Lupo
- 1969 : Sabata  de Frank Kramer
- 1969 : Liens d'amour et de sang de Lucio Fulci
- 1970 : Django arrive, préparez vos cercueils de Giuliano Carnimeo
- 1971 : Le Retour de Sabata  de Frank Kramer
- 1972 : Un homme à respecter de Michele Lupo
- 1973 : Croc-Blanc  de Lucio Fulci
- 1973 : L'Homme aux nerfs d'acier (Dio, sei proprio un padreterno!) de Michele Lupo
- 1974 : Daisy Miller  de Peter Bogdanovich
- 1975 : Il cav. Costante Nicosia demoniaco ovvero: Dracula in Brianza de Lucio Fulci
- 1975 : Chats rouges dans un labyrinthe de verre (Gatti rossi in un labirinto di vetro) d'Umberto Lenzi
- 1976 : Roma violenta de Marino Girolami
- 1981 : Faut pas pousser de Michele Lupo
- 1981 : Cannibal Ferox de Umberto Lenzi